# Rovinj
Rovinj (tal. Rovigno, službeno Rovinj-Rovigno) je grad na zapadnom dijelu Hrvatske. Nalazi se na zapadnoj obali Istre. Skupa s Porečom čini turistički centar Istre, te je jedno od najprivlačnijih turističkih odredišta na Jadranu. Područje grada Rovinja graniči s općinama Bale, Kanfanar, Sv. Lovreč i Vrsar.

## Gradska naselja
Grad Rovinj-Rovigno ima svega 2 naselja (stanje 2006.), a to su: Rovinj (tal. Rovigno) i Rovinjsko Selo (tal. Villa di Rovigno).

## Zemljopis
Grad Rovinj-Rovigno nalazi se na 45° 04' zemljopisne širine i 13° 38' zemljopisne dužine. Rovinjska regija ili Rovinjština iznosi 80 km².
Klima Rovinja je mediteranska. Srednja godišnja temperatura iznosi 16 °C. Prosječna temperatura siječnja je 4,8 °C a srpnja 22,3 °C.
Vegetacija je suptropska. Godišnje padne 940 mm kiše a godišnji prosjek vlage iznosi 72 %.
Rovinj se nalazi u području Crvene Istre, odnosno crvenog tla (crljenice). U rovinjskom arhipelagu nalaze se 22 otoka ili otočića od kojih su Sv. Andrija i Sv. Katarina najveći, a tu spadaju još Bili Školj i drugi. Na sjeveru Rovinjštine, Rovinj graniči s općinom Vrsarem s kojim dijeli zaljev Limski kanal, a na jugu s općinom Balama.

## Stanovništvo

### Popis 2011.
Grad Rovinj je po Popisu stanovništva 2011. godine na površini od 88 km2 imao 14.294 stanovnika, što predstavlja 6,87% od ukupnog broja stanovnika Istarske županije, odnosno 0,33 % od ukupnog broja stanovnika Hrvatske. Gustoća naseljenosti u Rovinju je 162 stanovnika/km2.

### Popis 2001.
Rovinj ima 14.234 stanovnika, Hrvati čine većinu stanovništva (66 %), ima 1628 pripadnika talijanske nacionalne zajednice (11,5%). Na području grada Rovinja žive i manjine Srba 3,5 %, Albanaca 2,4 % Bošnjaka 1,8 %. 
Većina rovinjskog stanovništva živi u samom gradu Rovinju, međutim valja izdvojiti i naselja Kokuletovica i Rovinjsko Selo koji su dio Rovinja, ali nisu njime izravno spojeni. S otprilike 800 žitelja Rovinjsko Selo je ujedno i jedno od najvećih sela u Istri.

### Popis 1991.
| broj stanovnika | 9891  | 10063 | 10100 | 10354 | 11042 | 13160 | 10863 | 11069 | 8589  | 6374  | 7818  | 9464  | 11861 | 13559 | 14234 | 14294 | 12968 |
|                 | 1857. | 1869. | 1880. | 1890. | 1900. | 1910. | 1921. | 1931. | 1948. | 1953. | 1961. | 1971. | 1981. | 1991. | 2001. | 2011. | 2021. |

| broj stanovnika | 9401  | 9564  | 9522  | 9662  | 10302 | 12323 | 10022 | 10170 | 7863  | 5712  | 7155  | 8871  | 11271 | 12910 | 13467 | 13056 | 11629 |
|                 | 1857. | 1869. | 1880. | 1890. | 1900. | 1910. | 1921. | 1931. | 1948. | 1953. | 1961. | 1971. | 1981. | 1991. | 2001. | 2011. | 2021. |

## Administracija i politika
U Rovinju je na vlasti Istarski demokratski sabor na čelu s gradonačelnikom Markom Paliagom. Gradsko vijeće grada Rovinja-Rovigno čine 16 vijećnika-trenutno 11 IDS-a, 4 SDP-a, 1 HDZ-a, 1 HSLS.

## Povijest
Prvo spominjanje Rovinja kao Castrum Rubini, koliko je poznato, nalazimo u djelu "Cosmographia" ravenskog Anonimusa. Djelo, iz VII. st., s mnoštvom geografskih podataka koji se odnose na V. st. iz čega rovinjski kroničar Benussi zaključuje da je Rovinj nastao u razdoblju od III. do V. st.
Okolica današnjeg Rovinja je, prema arheološkim nalazima, bila nastanjena već u prapovijesnom razdoblju - brončanom i željeznom dobu, kada u Istri cvate kultura Histra koji su tu živjeli i trgovali s Grcima i Etruščanima. Najnoviji slučajni nalazi ukazuju na postojanje života već na prijelazu iz II. u I. milenij na samom otoku (od 1763. poluotok) na kojem je smješten današnji Rovinj.
Nakon mirne vladavine Rimskog carstva, a pred navalama Vizigota, Huna, Gota i Bizantinaca, stari Romani su, u potrazi za sigurnošću, naselili otoke Mons Albanus, Sv. Katerinu, Sv. Andriju i Cissu. Otok Cissa se prvi put spominje po Pliniju starijem, a navodno je potonuo za vrijeme velikih potresa u drugoj polovici VIII.st.
Castrum Rubini lociran na mjestu današnje crkve Sv. Eufemije, nekad crkvice sv. Jurja, postaje Ruigno, Ruginio, Ruvigno i preživljava razorne napade s kopna i mora: Slavena (Domagoj 876.g.), Neretvana (865. i 887.g.) i Saracena (819. i 842.).
Nakon bizantinske vlasti Rovinj je najprije pod vlašću Langobarda, a potom pod franačkom vladavinom. U feudalnoj Istri Rovinj gubi veći dio autonomije starih rimskih municipija, međutim kao važan grad, o čemu govori činjenica da kao castrum sudjeluje 804. g. na Rižanskoj skupštini, uspijeva se izboriti za određene olakšice.
Od 10. do 12, stoljeća s uspjehom se odupirao pritisku Venecije i stekao autonomni status (sa skupštinom građana i Velikim vijećem). Dolaskom pod Veneciju (1283.) gradska samouprava izgubila je svoje demokratsko obilježje. Izložen čestim napadima s mora; 1597. napalo ga je i opljačkalo 17 uskočkih brodova s oko 500 uskoka. U 17. i 18. stoljeću Rovinj je razvijeni pomorski grad. Poslije pada Venecije (1797.) građani su sami preuzeli upravu grada i zadržali je za vrijeme austrijske (1797. – 1805.) i francuske administracije (1805. – 1813.). Sve do druge polovice 19. stoljeća Rovinj je bio najveća luka na zapadnoj obali Istre. Godine 1918. okupirala ga je talijanska vojska, a 1920 Rapallskim ugovorom pripao je Italiji i bio uključen u talijansku provinciju Furlanija-Julijska krajina. Nakon kapitulacije Italije 1943., Rovinj se pridružio ustanku Hrvata u Istri da bi definitivno 1947. pripao Jugoslaviji.

## Gospodarstvo
Gospodarstvo Rovinja je dosta snažno. Turizam i industrija čine najveće izvore prihoda grada Rovinja. Od industrije važno je napomenuti Tvornicu duhana Rovinj te Istragrafiku, koje su preselile pogone u Kanfanar, Mirnu (tvornicu ribljih konzervi) te ostale manje tvornice kao Obrada-metaloprerađivačka tvornica te tvornica bezalkoholnih pića. Proračun grada Rovinja je godinama u povećanju trenutno iznosi oko 130 milijuna kuna.
Kod naselja Gripole Prostornim planom bivše Općine Rovinja, te Generalnim urbanističkim planom Grada Rovinja definirana je Poduzetnička zona Gripole-Spine, radi poticanja razvitka malog i srednjeg poduzetništva na području grada.
Korporativni centar Adris Grupa.

## Turizam
Prema podacima Turističke zajednice Istarske županije, Poreč i Rovinj su po broju ostvarenih noćenja, vodeće turističke destinacije. Udio Rovinja u ukupnom broju noćenja Istarske županije u 2005. godini iznosi 14,2 %, a Poreča 14,4 %. Najbrojniji gosti grada Rovinja su Nijemci, Talijani, Austrijanci i Nizozemci. Na području grada Rovinja nalazi se 10 hotela, od kojih je hotel Eden najveći i niz godina proglašavan kao najbolji hotel s 4* u Hrvatskoj. U 2009. godini Rovinj dobiva prvi hotel s 5 zvjezdica, hotel Monte Mulini. Od hotela se još izdvajaju Hotel Istra s prestižnim wellnes centrom Otok, hotel Park i hotel Adriatic u samom središtu Rovinja. Također na području grada nalazi se nekoliko kampova (Veštar, Amarin, Polari, Valalta), hotelska naselja i hotelsko - apartmanska naselja (Villas Rubin, Amarin) te hotel i kamp Valdaliso. Najveći kamp u Rovinju je Valalta tip naturističkog naselja, koji je ujedno i među najvećim i najboljim u Hrvatskoj.

## Spomenici kulture i znamenitosti grada

### Crkva sv. Eufemije
Otkako je u ranu zoru 13. srpnja 800. godine do rovinjske obale doplovio mramorni sarkofag s tijelom svete Eufemije, Rovinj je postao nerazdjeljivo povezan s ovom mučenicom. I kao što je panorama Rovinja nezamisliva bez visokog vitkog zvonika njezine crkve, sa svetičinim kipom na vrhu koji kao da stražari visoko iznad gradskih krovova, uspona, stuba, borova i galebova, družeći se tek s oblacima i zvijezdama - tako je i njegova duga povijest,naime zvonik se gradio od 1654. do 1680. po uzoru na onaj na mletačkom Trgu Svetog Marka. Gradio se po projektu arhitekta Manoploa, a na njegovu je vrhu postavljen 1758.bakreni kip svete Eufemije,djelo braće Vincenza i Bista Vollanija. Da bi se sagradila crkva tako velikih dimenzija na platou iznad starog grada, trebalo je porušiti kasnoantičku crkvu svetoga Jurja te još druge dvije-svete Uršule i svetog Mihovila. Velika barokna, trobrodna i troapsidalna crkva svete Eufemije građena je od 1728. do 1736. prema nacrtima mletačkog arhitekta Giovannija Dozzija. Nebrojeno mnoštvo ljudi, upravo rijeke hodočasnika stoljećima su se iz cijele Istre slijevale osobito na svetičin blagdan (16. rujna) u njezinu crkvu, pred sarkofag u kojem se čuva tijelo svete djevice.
Pred tim se sarkofagom zavjetovalo i izvršavalo zavjete, molilo i zahvaljivalo, kajalo i palilo svijeće, u zanosu iskrene pučke vjere koja je u najvećoj mjeri i sačuvala ovaj narod na njegovim križnim putovima, škrtoj crvenici i povijesnim vjetrometinama.

### Kamenolom Fantazija
Kamenolom Fantazija kod obližnjeg naselja Monfiorenca 1987. godine proglašen je Odlukom o proglašenju kamenoloma «Cave di Monfiorenzo» geološkim spomenikom prirode (SN općine Rovinj 9/87) geološkim spomenikom prirode. Prostire se na 4,5 hektara.

## Muzeji, galerije, kulturne i znanstvene ustanove i manifestacije
- Zavičajni muzej grada Rovinja
- Centar za povijesna istraživanja, Rovinj / Centro di ricerche storiche - Rovigno
- Gradska knjižnica i čitaonica "Matija Vlačić Ilirik"
- Eko muzej Kuća o batani / "Casa della batana"
- Kazalište Gandusio
- Muzej obitelji Hütterott
- Mundial fotofestival Rovinj
- Centar za istraživanje mora Institut "Ruđer Bošković"
- Grisija, najveća i najdugovječnija izložba pod vedrim nebom na Mediteranu, od 1967.
- Rovinj Spring Jazz
- Od 2015. godine započela je s emitiranjem radio postaja Rovinj FM[6].

## Medicina
- Bolnica za ortopediju i rehabilitaciju "Dr. Martin Horvat"
- Veterinarska ambulanta Rovinj

## Nagrade i priznanja
- Šampion turizma
- Plavi cvijet
- Povelja suživota Makedonskog kulturnog foruma iz Pule, 2009.

## Umjetničko blago Rovinja
- Rovinjski iluminirani kodeks iz XIV. – XV. stoljeća

## Poznate osobe
Predstavnici javnoga života
- Matteo Campitelli - gradonačelnik
- Georg von Hütterott - poduzetnik

Književnici
- Giusto Curto - pjesnik
- Ligio Zanini - pjesnik
- Boris Domagoj Biletić - književnik, kritičar, znanstvenik
- Mirko Kovač - književnik
- Edo Budiša - književnik
- Antun Šoljan -književnik

Likovni umjetnici
- Vanja Tumpić - slikarica
- Luigi Caenazzo - prvi rovinjski i prvi istarski fotograf
- Antonio Macchi - slikar
- Bruno Mascarelli - slikar
- Marčelo Brajnović - slikar
- Virgilio Giuricin - fotograf
- Egidio Budicin - slikar
- Slobodan Vuličević - slikar

Znanstvenici
- Lujo V. Adamović - botaničar
- Bernardo Benussi - povjesničar
- Luciano Giuricin - povjesničar
- Martin Horvat, prim.dr. - ortoped i kirurg
- Giovanni Radossi - povjesničar
- Antonio Miculian - povjesničar
- Marino Budicin - povjesničar

Skladatelji
- Francesco Spongia - Usper - skladatelj
- Carlo Fabretto - skladatelj
- Jerko Gržinčić - skladatelj i pedagog
- Massimo Brajković - skladatelj i sveučilišni profesor

Estradni umjetnici i glazbeni sastavi
- Antonio Gandusio - filmski i kazališni glumac
- Liliana Budicin-Manestar - sopranistica
- Tony Cetinski - glazbenik i pjevač
- Vlado Benussi  - pjevač, kantautor, zborovođa
- “Biba, Vlado & Ricky”
- Mirko Cetinski - glazbenik i pjevač
- Riccardo Bosazzi “Ricky” - pjevač, kantautor
- Batana - folk sastav
- Sergio Preden “Gato” - pjevač
- Davor Terzić - kantautor

Glazbenici
- Erinna Sivilotti Urbani - pijanistica i glazbena pedagoginja
- Aleksandra Santin Golojka - pijanistica i glazbena pedagoginja
- Ennio Clari - pijanist
- Orijana Vozila - sopranistica
- Kristian Terzić - pijanist (Kristian Terzić Band, jazz fusion)

Športaši
- Silvano Abbá - brončana medalja u modernom pentatolonu na Olimpijskim igrama 1936. u Berlinu
- Tena Japundža - rukometašica
- Selena Milošević - rukometašica
- Pietero Santin - nogometaš i nogometni trener

Ostali
- Elena Šuran - prva Miss Hrvatske (1992.)
- Vinka Cetinski - doministrica za turizam Vlade RH
- msgr. Ivan Milovan - rovinjskli župni vikar (1965. – 1967) i župnik (1981. – 1998.) biskup purečko-pulski
- Sergio Rabar - general Hrvatske vojske

## Odgoj i obrazovanje
Dječji Vrtići i Jaslice:
- Naridola (Talijanski vrtić)
- Neven

Na području grada Rovinja nalaze se tri osnovne i tri srednje škole.
- OŠ Jurja Dobrile
- OŠ Vladimira Nazora
- TOŠ "Bernardo Benussi" (talijanska osnovna škola)

- SŠ Zvane Črnje
- SŠ Eugena Kumičića (www.cel.hr/ssek)
- SŠ "Talijanska Srednja škola"

## Šport
- NK Rovinj
- Delfin
- KK Rovinj
- Aikido Rovinj
- boćanje: Barat
- veslački klub Arupinum
- OK Rovinj
- ŽKK Rovinj

U travnju 2014. godine prvi put u povijesti Hrvatska je ugostila Red Bull Air Race Svjetsko prvenstvo. Više od 50 tisuća posjetitelja gledalo je manevre 12 najboljih svjetskih pilota. Na utrci je srušeno rekordnih šest zračnih vrata što je pokazalo da je rovinjska staza najzahtjevnija staza koja je ikad postavljena. Pobijedio je Austrijanac Hannes Arch, drugi Paul Bonhomme, a treći Yoshihide Muroya.
Regati ACI Match Race Cup koja se održavala od 1987. do 2012. godine i bila dio World Match Racing Tour-a domaćin je na 10 izdanja bio Rovinj.
Od 1999. godine održava se Plivački maraton Sv. Eufemije.
Dugi niz godina održavao se Rovinjski triatlon (1993.), jedan od prvih triatlona u Hrvatskoj. Rovinjski polumaraton trči se od 2005. godine.

## Ostalo

### Bratimljeni gradovi
- Adria, Italija-1982.
- Camaiore, Italija-1990.
- Leonberg, Njemačka-1990.

## Vanjske poveznice
- Službene stranice grada Rovinja (hrv.)/(tal.)
- Rovinj na istarskoj enciklopediji LZMK
- Muzej grada Rovinja (hrv.)/(tal.)/(engl.)
- Turistički vodič grada Rovinja (hrv.)/(tal.)/(engl.)/(njem.)
- Kuća o Batani - Casa della Batana (hrv.)/(tal.)/(engl.)